# Napfogyatkozások az ókori Keleten és Európában
Az ókor kronológiája szempontjából rendkívül fontos események a feljegyzett napfogyatkozások, mert ezek alapján abszolút dátummal lehet ellátni bizonyos eseményeket. A fennmaradt dokumentumokban nagyon kevés említés történik napfogyatkozásról, a korai ókorban több olyan is van azonban, amelyet a kronológia általános bizonytalansága miatt nem lehet azonosítani, mert a szóba jöhető időszakban több napfogyatkozás is történt.
A táblázatban nem szerepelnek azok a napfogyatkozások, amelyek az ókori Kelet és Európa területét nem, vagy csak az alig észlelhető részleges sáv szélével érintik. Az i. e. 6. századtól csak a legjelentősebbek kerültek feltüntetésre, mivel itt kronológiai szerepük már csökken.

## I. e. 20. század
Jelmagyarázat:
- teljes napfogyatkozás:
- gyűrűs napfogyatkozás:
- vegyes napfogyatkozás:
- részleges napfogyatkozás:

| esemény dátum              | idő (UTC) | típus                                       | időtartam | megjegyzés                                                   | egyéb adat |
| -------------------------- | --------- | ------------------------------------------- | --------- | ------------------------------------------------------------ | ---------- |
| i. e. 1999. június 1.      | 18:09     | Dél-Arábia–Közép-Ázsia–Kamcsatka sávban     | 02m15s    | Közel-Keleten részleges                                      |            |
| i. e. 1997. október 4.     | 23:24     | Skócia–Jeruzsálem–Jemen sávban              | 02m04s    | A Közel-Kelet nagy részén teljes                             |            |
| i. e. 1989. május 11.      | 23:29     | Dél-Egyiptom–Észak-India sávban             | 04m11s    | Az Anatólia–Dél-Mezopotámia sávban mindenhol                 |            |
| i. e. 1981. június 12.     | 01:14     | Bretagne–Volga torkolat sávban              | 02m00s    | Közel-Keleten Észak-Fönícia–Dél-Mezopotámia sávban teljes    |            |
| i. e. 1966. augusztus 23.  | 21:25     | Észak-Skandinávia–Kelet-Mongólia sávban     | 01m14s    | A Közel-Kelet északi része a részleges sávban                |            |
| i. e. 1959. április 10.    | 18:46     | Szudán–Kelet-Arábia–Kelet-Kazahsztán sávban | 03m32s    | A Közel-Kelet a teljes sávban                                |            |
| i. e. 1957. augusztus 13.  | 19:17     | Dél-Skandinávia–Kelet-Mongólia sávban       | 00m25s    | Anatólia a részleges sávban                                  |            |
| i. e. 1950. április 1.     | 18:34     | Egyiptom–Nyugat-Kína sávban                 | 04m39s    | Közel-Kelet és Kelet-Anatólia a teljes sávban                |            |
| i. e. 1927. július 14.     | 22:45     | Észak-Afrika–India sávban                   | 00m46s    | Közel-Kelet a sáv közepén                                    |            |
| i. e. 1917. június 24.     | 01:12     | Bretagne–Zagrosz sávban                     | 04m53s    | sávközép Trója–Tengerföld vonalon                            |            |
| i. e. 1912. szeptember 24. | 21:34     | Skandinávia–Kína sávban                     | 01m14s    | A Közel-Kelet északi része a gyűrűs, déli a részleges sávban |            |
| i. e. 1903. szeptember 15. | 19:23     | Észak-Skandinávia–Kína sávban               | 00m20s    | A Közel-Kelet a részleges sáv szélén                         |            |

## I. e. 19. század
Jelmagyarázat:
- teljes napfogyatkozás:
- gyűrűs napfogyatkozás:
- vegyes napfogyatkozás:
- részleges napfogyatkozás:

| esemény dátum              | idő (UTC) | típus                                         | időtartam | megjegyzés                                                                                       | egyéb adat |
| -------------------------- | --------- | --------------------------------------------- | --------- | ------------------------------------------------------------------------------------------------ | ---------- |
| i. e. 1892. február 19.    | 20:35     | Dél-Egyiptom–Mongólia sávban                  | 08m31s    | A teljes Közel-Kelet a gyűrűs sávban                                                             |            |
| i. e. 1887. május 23.      | 23:51     | Észak-Afrika–Volga torkolat sávban            | 04m59s    | Anatólia a teljes, Fönícia és Mezopotámia a részleges sávban                                     |            |
| i. e. 1886. május 13.      | 16:59     | Szíria–Észak-Szibéria sávban                  |           | Fönícia és Mezopotámia a részleges sávban                                                        |            |
| i. e. 1873. augusztus 15.  | 21:02     | Nyugat-Afrika–Ceylon sávban                   | 01m14s    | A Közel-Kelet a gyűrűs sávban                                                                    |            |
| i. e. 1863. július 26.     | 21:10     | Észak-Skandinávia–Kína sávban                 | 05m24s    | A Közel-Kelet a részleges sáv szélén                                                             |            |
| i. e. 1862. július 15.     | 21:24     | Nyugat-Afrika–Dél-Arábia sávban               | 06m18s    | Egyiptom és a Közel-Kelet a gyűrűs, Anatólia a részleges sávban                                  |            |
| i. e. 1861. január 9.      | 22:23     | Dél-Spanyolország–Líbia–Közép-Anatólia sávban | 01m39s    | A Közel-Kelet a teljes sávban                                                                    |            |
| i. e. 1859. május 15.      | 00:45     | Észak-Afrika–Perzsa-öböl sávban               | 06m15s    |                                                                                                  |            |
| i. e. 1858. október 27.    | 22:55     | Franciaország–Perzsa-öböl sávban              | 00m59s    |                                                                                                  |            |
| i. e. 1853. december 30.   | 20:46     | Líbia–Szudán sávban                           | 00m38s    | A Közel-Kelet a gyűrűs-teljes sáv északi peremén                                                 |            |
| i. e. 1849. október 17.    | 20:47     | Észak-Skandinávia–Észak-India sávban          | 00m29s    | A Közel-Kelet a gyűrűs-teljes sáv déli szegélyén                                                 |            |
| i. e. 1847. április 2.     | 21:22     | Nyugat-Afrika–Észak-Szibéria sávban           | 05m46s    | Anatólia és Egyiptom a gyűrűs, Mezopotámia a részleges sávban                                    |            |
| i. e. 1833. június 24.     | 21:59     | Nyugat-Afrika–Irak–Észak-India sávban         | 05m46s    | A teljes Közel-Kelet a teljes sávban, Puzur-Istár limmujában feljegyzett eseménnyel lehet azonos |            |
| i. e. 1830. október 18.    | 20:02     | Észak-Afrika–Szudán sávban                    | 03m56s    | A Közel-Kelet déli része a teljes, északi a részleges sávban                                     |            |
| i. e. 1819. szeptember 17. | 20:27     | Nyugat-Afrika–Szudán sávban                   | 03m28s    | Egyiptom a gyűrűs, Anatólia és Mezopotámia a részleges sávban                                    |            |
| i. e. 1818. szeptember 6.  | 23:26     | Dél-Grönland–Kaszpi-tenger sávban             | 06m45s    | A teljes Közel-Kelet a gyűrűs, Egyiptom a részleges sávban                                       |            |
| i. e. 1808. augusztus 16.  | 18:27     | Líbia–India–Észak-Ausztrália sávban           | 05m55s    | A teljes Közel-Kelet a gyűrűs sávban                                                             |            |
| i. e. 1807. február 10.    | 22:57     | Nyugat-Afrika–Olaszország–Észtország sávban   | 01m51s    | Anatólia a teljes, Egyiptom és Mezopotámia a részleges sávban                                    |            |
| i. e. 1805. június 15.     | 22:48     | La Manche–Aral-tó sávban                      | 04m47s    | Anatólia és Mezopotámia a teljes, Kánaán és Egyiptom a részleges sávban                          |            |

## I. e. 18. század
Jelmagyarázat:
- teljes napfogyatkozás:
- gyűrűs napfogyatkozás:
- vegyes napfogyatkozás:
- részleges napfogyatkozás:

| esemény dátum             | idő (UTC) | típus                                            | időtartam | megjegyzés                                                                   | egyéb adat |
| ------------------------- | --------- | ------------------------------------------------ | --------- | ---------------------------------------------------------------------------- | ---------- |
| i. e. 1798. február 1.    | 21:26     | Nyugat-Afrika–Etiópia–Afganisztán sávban         | 00m28s    | A teljes Közel-Kelet a teljes sávban                                         |            |
| i. e. 1795. november 19.  | 22:56     | Franciaország–Egyiptom–Kelet-Arábia sávban       | 01m05s    | A teljes Közel-Kelet a teljes sávban                                         |            |
| i. e. 1779. július 27.    | 20:58     | Nyugat-Afrika–Dél-India sávban                   | 00m28s    | A Közel-Kelet a teljes, Anatólia a részleges sávban                          |            |
| i. e. 1775. május 15.     | 22:48     | Nyugat-Afrika–Balkán–Kazahsztán sávban           | 04m47s    | Anatólia és Mezopotámia a gyűrűs, Egyiptom a részleges sávban                |            |
| i. e. 1772. március 14.   | 23:27     | Közép-Afrika–Etiópia–Kelet-Arábia sávban         | 05m39s    | Egyiptom, Dél-Szíria, Mezopotámia a teljes, Anatólia a részleges sávban      |            |
| i. e. 1768. december 20.  | 18:05     | Anatólia–India–Dél-Korea sávban                  | 00m41s    | A teljes Közel-Kelet a gyűrűs sávban                                         |            |
| i. e. 1764. október 8.    | 22:27     | Dél-Grönland–Balkán–Perzsa-öböl sávban           | 09m05s    | A teljes Közel-Kelet a gyűrűs sávban                                         |            |
| i. e. 1760. július 27.    | 21:35     | Labrador–Skandinávia–Kína sávban                 | 03m49s    | A teljes Közel-Kelet a részleges sávban                                      |            |
| i. e. 1753. március 14.   | 22:07     | Nyugat-Afrika–Közép-Európa–Észak-Szibéria sávban | 01m57s    | Anatólia és a Nílus-delta a teljes, Szíria és Mezopotámia a részleges sávban |            |
| i. e. 1751. július 18.    | 21:19     | Dél-Grönland–Észak-Skandinávia–Észak-Kína sávban | 03m07s    | A Közel-Kelet a részleges sávban, Egyiptom kívül esik                        |            |
| i. e. 1721. június 16.    | 17:57     | Szomália–India–Tajvan sávban                     | 04m58s    | A teljes Közel-Kelet a részleges sávban                                      |            |
| i. e. 1718. április 16.   | 22:14     | Dél-Afrika–Szomália–Dél-India sávban             | 05m49s    | A teljes Közel-Kelet a részleges sávban                                      |            |
| i. e. 1713. január 22.    | 19:19     | Észak-Afrika–Kelet-Kína sávban                   | 02m19s    | A teljes Közel-Kelet a teljes sávban                                         |            |
| i. e. 1711. május 27.     | 21:48     | La Manche–Kazahsztán sávban                      | 01m36s    | A teljes Közel-Kelet a részleges, Anatólia a teljes sávban                   |            |
| i. e. 1710. november 10.  | 22:20     | Dél-Grönland–Líbia–India sávban                  | 11m10s    | A teljes Közel-Kelet a gyűrűs sávban                                         |            |
| i. e. 1706. augusztus 29. | 21:33     | Labrador–Közép-Európa–India sávban               | 03m16s    | A teljes Közel-Kelet a teljes, Dél-Egyiptom a részleges sávban               |            |
| i. e. 1704. január 12.    | 18:11     | Anatólia–Mezopotámia–India–Észak-Korea sávban    | 03m01s    | A teljes Közel-Kelet a teljes sávban                                         |            |

## I. e. 17. század
Jelmagyarázat:
- teljes napfogyatkozás:
- gyűrűs napfogyatkozás:
- vegyes napfogyatkozás:
- részleges napfogyatkozás:

| esemény dátum              | idő (UTC) | típus                                               | időtartam | megjegyzés                                                                                  | egyéb adat |
| -------------------------- | --------- | --------------------------------------------------- | --------- | ------------------------------------------------------------------------------------------- | ---------- |
| i. e. 1700. október. 20.   | 17:10     | Anatólia–India–Észak-Ausztrália sávban              | 05m50s    | A teljes Közel-Kelet a gyűrűs, Egyiptom a részleges sávban                                  |            |
| i. e. 1699. április. 16.   | 19:58     | Közép-Afrika–Egyiptom–Kazahsztán sávban             | 01m47s    | A teljes Közel-Kelet a teljes sávban                                                        |            |
| i. e. 1692. május 27.      | 19:23     | Közép-Afrika–Szomália–Borneó sávban                 | 06m48s    | Egyiptom és Mezopotámia a részleges sáv szélén                                              |            |
| i. e. 1689. március 26.    | 23:50     | Peru–Nyugat-Afrika–Egyiptom sávban                  | 01m47s    | A teljes Közel-Kelet a gyűrűs sávban                                                        |            |
| i. e. 1678. február 24.    | 00:08     | Argentína–Dél-Szudán sávban                         | 01m12s    | Csak Egyiptom                                                                               |            |
| i. e. 1666. július 8.      | 20:29     | Észak-Atlanti-óceán–Dél-Skandinávia–Mongólia sávban | 00m37s    | A teljes Közel-Kelet a részleges sáv szélén                                                 |            |
| i. e. 1660. augusztus 30.  | 22:34     | Florida–Gibraltár–Kenya sávban                      | 03m06s    | Egyiptom a gyűrűs, a Közel-Kelet a részleges sávban                                         |            |
| i. e. 1659. február 23.    | 19:29     | Közép-Afrika–Arábia–Kelet-Mongólia sávban           | 03m48s    | A teljes Közel-Kelet a teljes sávban, Kelet-Anatólia a részlegesben                         |            |
| i. e. 1657. június 28.     | 19:09     | Grönland–Észak-Szibéria sávban                      | 01m31s    | Anatólia a részleges sáv szélén                                                             |            |
| i. e. 1656. december 12.   | 22:18     | Észak-Atlanti-óceán–Csád–Irán sávban                | 12m07s    | A teljes Közel-Kelet a gyűrűs sávban                                                        |            |
| i. e. 1652. szeptember 30. | 22:38     | Új-Foundland–Gibraltár–Észak-Etiópia sávban         | 02m20s    | A teljes Közel-Kelet a teljes, Északkelet-Anatólia a részleges sávban                       |            |
| i. e. 1650. február 14.    | 18:56     | Pireneusok–Ugarit–Dél-Szibéria sávban               | 03m51s    | A teljes Közel-Kelet a teljes sávban, a sáv közepe Asszíria és Szíria területén             |            |
| i. e. 1649. július 29.     | 20:55     | Közép-Afrika sávban                                 | 05m42s    | A teljes Közel-Kelet a részleges sávban                                                     |            |
| i. e. 1646. november 22.   | 18:01     | Egyiptom–Észak-Ausztrália sávban                    | 05m30s    | A teljes Közel-Kelet a gyűrűs sávban, Egyiptom a sáv közepén                                |            |
| i. e. 1645. május 18.      | 16:55     | Közép-Afrika–India–Japán sávban                     | 01m13s    | A teljes Közel-Kelet a részleges sáv szélén                                                 |            |
| i. e. 1643. szeptember 21. | 21:11     | Észak-Szibéria–Kelet-Kazahsztán sávban              | 00m22s    | A teljes Közel-Kelet a részleges sávban                                                     |            |
| i. e. 1640. február 23.    | 19:39     | részleges Közép-Európa                              |           |                                                                                             |            |
| i. e. 1638. június 29.     | 17:40     | Közép-Afrika–Arábia–Vietnám sávban                  | 06m27s    | A teljes Közel-Kelet és Délkelet-Anatólia a teljes, Anatólia többi része a részleges sávban |            |
| i. e. 1635. április 28.    | 19:23     | Nyugat-Afrika–Egyiptom–Kelet-Kína sávban            | 05m08s    | A teljes Közel-Kelet a gyűrűs sávban                                                        |            |
| i. e. 1627. május 29.      | 23:48     | Peru–Gibraltár–Egyiptom sávban                      | 00m54s    | Egyiptomban és Anatóliában gyűrűs                                                           |            |
| i. e. 1624. március 27.    | 22:01     | Tűzföld–Szomália sávban                             | 00m33s    | Egyiptom és Mezopotámia a részleges sáv szélén                                              |            |
| i. e. 1612. augusztus 9.   | 18:50     | Gibraltár–Kazahsztán–Délkelet-Kína sávban           | 01m01s    | Észak-Egyiptomtól teljes Közel-Kelet a teljes sávban                                        |            |
| i. e. 1606. október 2.     | 22:08     | Labrador–Gibraltár–Madagaszkár sávban               | 04m58s    | A teljes Közel-Kelet a részleges sávban                                                     |            |
| i. e. 1605. március 27.    | 18:34     | Közép-Afrika–Délkelet-Irán–Mongólia sávban          | 04m56s    | Mezopotámia a teljes, Egyiptom, Szíria és Anatólia a részleges sávban                       |            |
| i. e. 1601. január 14.     | 21:37     | Közép-Afrika–Egyiptom–Kaszpi-tenger sávban          | 10m55s    | A teljes Közel-Kelet a gyűrűs sávban                                                        |            |

## I. e. 16. század
Jelmagyarázat:
- teljes napfogyatkozás:
- gyűrűs napfogyatkozás:
- vegyes napfogyatkozás:
- részleges napfogyatkozás:

| esemény dátum              | idő (UTC) | típus                                         | időtartam | megjegyzés                                                                                                | egyéb adat |
| -------------------------- | --------- | --------------------------------------------- | --------- | --- | ---------- |
| i. e. 1596. március 18.    | 18:32     | Észak-Skandinávia térségében                  | 03m33s    | Anatólia, Szíria, Észak-Egyiptom és Asszíria a teljes, Dél-Mezopotámia és Dél-Egyiptom a részleges sávban |            |
| i. e. 1590. június 9.      | 18:23     | Észak-Skandinávia–Észak-Szibéria sávban       | 03m51s    | A teljes Közel-Kelet a részleges sávban                                                                   |            |
| i. e. 1589. október 23.    | 22:37     | Észak-Skandinávia–Kaszpi-tenger sávban        | 00m47s    | A teljes Közel-Kelet a gyűrűs sávban                                                                      |            |
| i. e. 1586. március 28.    | 19:06     |                                               | 03m33s    | |            |
| i. e. 1584. július 31.     | 16:48     | Marokkó–Anatólia–Délkelet-Kína sávban         | 05m26s    | A teljes Közel-Kelet a teljes sávban                                                                      |            |
| i. e. 1577. március 18.    | 19:10     | Közép-Afrika–India–Kína sávban                | 05m47s    | A teljes Közel-Kelet a részleges sávban                                                                   |            |
| i. e. 1573. június 30.     | 20:30     | Közép-Afrika–Ceylon sávban                    | 00m40s    | Egyiptom, Dél-Szíria, Mezopotámia a gyűrűs, Észak-Szíria és Anatólia a részleges sávban                   |            |
| i. e. 1563. június 10.     | 20:39     | Grönland–Észak-Szibéria sávban                | 04m26s    | Anatóliában és Észak-Szíriában részleges                                                                  |            |
| i. e. 1562. május 30.      | 21:30     | Amazonas–Dél-Egyiptom sávban                  | 04m37s    | A teljes Közel-Kelet a gyűrűs sávban, kivéve Észak-Anatólia, ahol részleges                               |            |
| i. e. 1558. szeptember 11. | 18:40     | Gibraltár–Mezopotámia–Maláj-félsziget sávban  | 01m10s    | A teljes Közel-Kelet a teljes sávban                                                                      |            |
| i. e. 1552. november 3.    | 22:32     | Új-Foundland–Nyugat-Afrika–Madagaszkár sávban | 06m50s    | Egyiptomban részleges                                                                                     |            |
| i. e. 1551. április 29.    | 16:55     | Dél-Afrika–India–Japán sávban                 | 05m54s    | Egyiptomban és Mezopotámiában részleges                                                                   |            |
| i. e. 1547. február 15.    | 19:42     | Nyugat-Afrika–Irán–Mongólia sávban            | 08m17s    | A teljes Közel-Kelet a gyűrűs sávban                                                                      |            |
| i. e. 1533. május 10.      | 00:17     | Peru–Marokkó–Egyiptom sávban                  | 06m12s    | Csak Egyiptomban, itt teljes                                                                              |            |
| i. e. 1532. április 29.    | 18:32     | Marokkó–Közép-Európa–Észak-Szibéria sávban    | 04m13s    | Egyiptom, Szíria, Anatólia teljes, Mezopotámia részleges                                                  |            |
| i. e. 1530. szeptember 2.  | 18:32     | Bretagne–Kazahsztán–Borneó sávban             | 04m29s    | Anatólia, Szíria, Asszíria teljes, Kánaán és Egyiptom részleges                                           |            |
| i. e. 1525. december 4.    | 19:27     | Észak-Európa                                  |           | Dél-Egyiptomig észlelhető                                                                                 |            |
| i. e. 1523. április 20.    | 17:46     | Nyugat-Afrika–Dél-Egyiptom–Mongólia sávban    | 05m05s    | A teljes Közel-Kelet a teljes sávban                                                                      |            |
| i. e. 1518. július 22.     | 20:32     | Bretagne–Észak-India sávban                   | 05m59s    | A Közel-Kelet a gyűrűs sávban, Egyiptomban részleges                                                      |            |
| i. e. 1511. szeptember 2.  | 17:03     | Nyugat-Afrika–Dél-Ausztrália sávban           | 03m33s    | A teljes Közel-Kelet a részleges sávban                                                                   |            |
| i. e. 1508. július 1.      | 17:09     | Nyugat-Afrika–Egyiptom–KeletKína sávban       | 03m43s    | A teljes Közel-Kelet a gyűrűs sávban                                                                      |            |
| i. e. 1504. október 13.    | 19:54     | Marokkó–Szomália sávban                       | 01m22s    | Egyiptom a teljes sávban, ettől északra részleges                                                         |            |

## I. e. 15. század
Jelmagyarázat:
- teljes napfogyatkozás:
- gyűrűs napfogyatkozás:
- vegyes napfogyatkozás:
- részleges napfogyatkozás:

| esemény dátum              | idő (UTC) | típus                                            | időtartam | megjegyzés                                                                                     | egyéb adat |
| -------------------------- | --------- | ------------------------------------------------ | --------- | ---------------------------------------------------------------------------------------------- | ---------- |
| i. e. 1499. december 17.   | 17:33     | Észak-Szibéria–Mongólia sávban                   | 02m11s    | Észak-Egyiptomtól Anatóliáig a részleges sávban                                                |            |
| i. e. 1493. március 19.    | 16:29     | Közép-Afrika–India–Kamcsatka sávban              | 05m54s    | Egyiptom, Szíria és Mezopotámia a részleges sáv szélén                                         |            |
| i. e. 1492. március 8.     | 20:32     |                                                  |           | Balkán és Nyugat-Anatólia a sáv szélén                                                         |            |
| i. e. 1491. július 23.     | 22:39     |                                                  |           | Anatólia és Észak-Szíria a sáv szélén                                                          |            |
| i. e. 1490. július 12.     | 23:56     | Virginia–Gibraltár–Szudán sávban                 | 03m31s    | Balkán a gyűrűs és részleges sávok határán                                                     |            |
| i. e. 1486. május 1.       | 21:11     | Argentína–Közép-Afrika–Szomália sávban           | 00m47s    | Egyiptom a teljes és részleges sáv határán, Szíria, Mezopotámia és Anatólia a részleges sávban |            |
| i. e. 1485. október 13.    | 19:19     | Észak-Grönland–Mongólia sávban                   | 02:30s    | Délkelet-Európa és a Közel-Kelet a részleges sávban                                            |            |
| i. e. 1483. február 27.    | 18:15     | Nyugat-Afrika–Szomália–Kelet-Kína sávban         | 00m02s    | Földközi-tenger térsége a részleges sávban                                                     |            |
| i. e. 1479. június 11.     | 22:27     | Chile–Nyugat-Afrika–Szomália sávban              | 06m57s    | Egyiptom a teljes, többi a részleges sávban                                                    |            |
| i. e. 1478. június 1.      | 15:39     | Csád–Kazahsztán–Kamcsatka sávban                 | 04m33s    | A sáv közepe Egyiptomon és Mezopotámián haladt el                                              |            |
| i. e. 1476. október 4.     | 18:36     | Brit-szigetek–Mezopotámia–Szumátra sávban        | 03m53s    | Anatólia és Mezopotámia felett haladt el a sáv közepe                                          |            |
| i. e. 1475. március 30.    | 23:10     | Peru–Gibraltár–Fekete-tenger sávban              | 05m17s    | Földközi-tenger térsége a gyűrűs sávban                                                        |            |
| i. e. 1470. január 6.      | 19:53     | Észak-Európa felett                              |           | Földközi-tenger térsége a sáv szélén                                                           |            |
| i. e. 1469. május 22.      | 15:42     | Marokkó–Balkán–Kamcsatka sávban                  | 03m38s    | Földközi-tenger térségében teljes                                                              |            |
| i. e. 1464. augusztus 23.  | 17:25     | Marokkó–Észak-Szíria-Dél-Vietnám sávban          | 08m10s    | Földközi-tenger a napfogyatkozás tengelyében                                                   |            |
| i. e. 1460. június 11.     | 23:00     | Florida–Kazahsztán sávban                        | 04m34s    | Balkán és Anatólia a teljes sávban, Egyiptom a részlegesben                                    |            |
| i. e. 1453. január 28.     | 20:48     | Karib-térség–Közép-Afrika–Irán sávban            | 00m16s    | Egyiptomtól Anatóliáig a gyűrűs, Balkán a részleges sávban                                     |            |
| i. e. 1438. április 10.    | 17:58     | Marokkó–Olaszország–Észak-Skandinávia sávban     | 00m06s    | Földközi-tenger a gyűrűs, Mezopotámia a részleges sávban                                       |            |
| i. e. 1436. augusztus 13.  | 21:14     | Labrador–Skócia–Omán sávban                      | 03m16s    | Földközi-tenger a gyűrűs sávban                                                                |            |
| i. e. 1432. június 2.      | 17:41     | Nyugat-Afrika–Dél-Irán–Észak-Vietnám sávban      | 00m22s    | Egyiptom, Szíria, Mezopotámia gyűrűs, Északnyugat-Anatólia és Balkán részleges                 |            |
| i. e. 1429. március 31.    | 16:22     | Közép-Afrika–Afganisztán–Kamcsatka sávban        | 01m34s    | Földközi-tenger keleti medencéje a teljes sávban                                               |            |
| i. e. 1421. május 1.       | 18:46     | Délnyugat-Afrika–Kelet-Arábia–Észak-India sávban | 04m05s    | Dél-Egyiptom és Mezopotámia gyűrűs, Balkán és Anatólia részleges                               |            |
| i. e. 1410. szeptember 25. | 15:40     | Egyiptom–Borneó sávban                           | 10m00s    | Észak-Egyiptom és Dél-Mezopotámia a sáv közepén                                                |            |
| i. e. 1406. július 14.     | 21:19     | Karib-térség–Spanyolország–Dél-Irán sávban       | 04m17s    | Balkán és Mezopotámia a sáv közepén                                                            |            |

## I. e. 14. század
Jelmagyarázat:
- teljes napfogyatkozás:
- gyűrűs napfogyatkozás:
- vegyes napfogyatkozás:
- részleges napfogyatkozás:

| esemény dátum              | idő (UTC) | típus                                              | időtartam | megjegyzés                                                                                       | egyéb adat |
| -------------------------- | --------- | -------------------------------------------------- | --------- | ------------------------------------------------------------------------------------------------ | ---------- |
| i. e. 1399. március 1.     | 20:17     | Amazonas–Közép-Afrika–Mezopotámia sávban           | 00m16s    | Földközi-tenger keleti része a gyűrűs sávban                                                     |            |
| i. e. 1392. április 11.    | 21:43     | Argentína–Közép-Afrika–Szudán sávban               | 06m31s    | Földközi-tenger keleti része a részleges, Egyiptom a teljes sávban                               |            |
| i. e. 1389. február 9.     | 21:52     | Karib-térség–Nyugat-Afrika–Mezopotámia sávban      | 08m44s    | Földközi-tenger keleti része a gyűrűs sávban, Mezopotámia a közepén                              |            |
| i. e. 1384. május 12.      | 14:56     | Közép-Afrika–Kamcsatka sávban                      | 01m22s    | Földközi-tenger keleti része a teljes sávban                                                     |            |
| i. e. 1382. szeptember 15. | 20:05     | Grönland–Fekete-tenger–Ceylon sávban               | 03m21s    | Földközi-tenger keleti része a gyűrűs sávban                                                     |            |
| i. e. 1375. május 3.       | 13:52     | Földközi-tenger–Koreai-félsziget sávban            | 02m07s    | Földközi-tenger keleti része a teljes sávban, talán V. Níkmepa ugariti király beszámol róla      |            |
| i. e. 1366. május 23.      | 21:53     | Karib-térség–Dél-Skandinávia sávban                | 01m47s    | Földközi-tenger keleti része a részleges sávban                                                  |            |
| i. e. 1360. július 15.     | 21:03     | Florida–La Manche–Omán sávban                      | 02m20s    | Földközi-tenger keleti része a gyűrűs sávban                                                     |            |
| i. e. 1356. október 27.    | 15:06     | Egyiptom–Celebesz sávban                           | 11m10s    | Földközi-tenger keleti medencéjéből csak Egyiptom                                                |            |
| i. e. 1352. augusztus 15.  | 20:24     | Karib-térség–Marokkó–Szomália sávban               | 03m16s    | Földközi-tenger a teljes sávban                                                                  |            |
| i. e. 1349. június 13.     | 20:46     | Argentína–Közép-Afrika sávban                      | 03m31s    | Egyiptom a részleges sávban                                                                      |            |
| i. e. 1345. április 2.     | 18:14     | Dél-Afrika–Omán–Közép-Kína sávban                  | 00m06s    | Földközi-tenger keleti része a részleges sávban, Mezopotámia gyűrűs                              |            |
| i. e. 1340. január 8.      | 17:56     | Franciaország–Balkán–Kazahsztán sávban             | 03m20s    | Földközi-tenger a teljes sávban                                                                  |            |
| i. e. 1338. május 14.      | 20:00     | Amazonas–Egyiptom–India sávban                     | 06m51s    | Földközi-tenger keleti része a teljes sávban                                                     |            |
| i. e. 1335. március 13.    | 19:03     | Nyugat-Afrika–Anatólia–Kazahsztán sávban           | 07m09s    | Egyiptom és Anatólia a sáv közepén                                                               |            |
| i. e. 1332. december 30.   | 17:08     | Marokkó–Szomália–Vietnám sávban                    | 04m00s    | Egyiptom a teljes sávban, Anatólia és Mezopotámia a részlegesben                                 |            |
| i. e. 1328. október 17.    | 20:24     | Grönland–Balkán–Szomália sávban                    | 03m29s    | Földközi-tenger a gyűrűs sávban, Egyiptom a sáv közepén                                          |            |
| i. e. 1315. augusztus 26.  | 21:53     | Észak-Grönland–Észak-Skandinávia–Kazahsztán sávban | 02m46s    | Balkán, Anatólia és Mezopotámia gyűrűs, Egyiptom részleges                                       |            |
| i. e. 1312. június 24.     | 10:44     | Nyugat-Afrika–Szicília–Észak-India sávban          | 02m48s    | A Földközi-tenger a teljes sávban, Murszilisz-napfogyatkozás                                     |            |
| i. e. 1309. október 17.    | 15:22     | Líbia–Dél-Ausztrália sávban                        | 02m09s    | Anatólia a részleges sávban, Egyiptom, Mezopotámia teljes                                        |            |
| i. e. 1308. április 13.    | 12:40     | Arábia–Mongólia–Észak-Szibéria sávban              | 04m40s    | A gyűrűs sáv Pakisztán felett                                                                    |            |
| i. e. 1306. augusztus 17.  | 18:24     | Dél-Grönland–Skandinávia–Vietnám sávban            | 03m51s    | Északkelet-Anatólia és Asszíria a gyűrűs sávban, Mezopotámia részleges, a sáv legszélén Egyiptom |            |

## I. e. 13. század
Jelmagyarázat:
- teljes napfogyatkozás:
- gyűrűs napfogyatkozás:
- vegyes napfogyatkozás:
- részleges napfogyatkozás:

| esemény dátum              | idő (UTC) | típus                                         | időtartam | megjegyzés                                                                                   | egyéb adat |
| -------------------------- | --------- | --------------------------------------------- | --------- | -------------------------------------------------------------------------------------------- | ---------- |
| i. e. 1286. február 10.    | 19:10     | Marokkó–Olaszország–Észak-Skandinávia sávban  | 03m56s    | Földközi-tenger keleti része a teljes sávban, Mezopotámia és Dél-Egyiptom részleges          |            |
| i. e. 1284. június 15.     | 18:14     | Gibraltár–Fekete-tenger–Tajvan sávban         | 06m03s    | Földközi-tenger a teljes sávban                                                              |            |
| i. e. 1277. február 1.     | 18:37     | Nyugat-Afrika–Szudán–Nyugat-Kína sávban       | 04m13s    | Egyiptom, Szíria és Mezopotámia a teljes sávban, Balkán és Anatólia a részlegesben           |            |
| i. e. 1261. szeptember 27. | 21:08     | Grönland–Anatólia sávban                      | 04m47s    | Földközi-tenger keleti része a gyűrűs sávban                                                 |            |
| i. e. 1258. július 27.     | 17:23     | Nyugat-Afrika–Borneó sávban                   | 03m24s    | Földközi-tenger keleti része a gyűrűs sávban, a sáv közepe Egyiptom felett                   |            |
| i. e. 1251. szeptember 7.  | 16:58     | Marokkó–Egyiptom–Nyugat-Ausztrália sávban     | 08m24s    | Földközi-tenger keleti része a gyűrűs sávban, Egyiptom a sáv közepén                         |            |
| i. e. 1247. december 20.   | 17:52     | Bretagne–Egyiptom–Kazahsztán sávban           | 04m36s    | Földközi-tenger a gyűrűs sávban, Egyiptom és Mezopotámia a sáv közepén                       |            |
| i. e. 1236. május 26.      | 14:08     | Szudán–Pakisztán–Észak-Korea sávban           | 05m03s    | Egyiptom, Szíria és Mezopotámia a gyűrűs sávban, Balkán és Anatólia részleges                |            |
| i. e. 1232. március 14.    | 19:10     | Karib-térség–Nyugat-Afrika–Skandinávia sávban | 04m20s    | Balkán a teljes sávban, Közel-Kelet részleges                                                |            |
| i. e. 1230. július 18.     | 16:58     | Skandinávia–Tajvan sávban                     | 04m49s    | Földközi-tenger a részleges sávban                                                           |            |
| i. e. 1223. március 5.     | 18:49     | Nyugat-Afrika–Kazahsztán sávban               | 03m56s    | Anatólia a teljes sáv közepén                                                                |            |
| i. e. 1218. június 6.      | 20:28     | Amazonas–Spanyolország–Afganisztán sávban     | 05m24s    | Földközi-tenger keleti része a gyűrűs sávban, Dél-Egyiptom részleges                         |            |
| i. e. 1211. július 18.     | 16:36     | Nyugat-Afrika–Jemen sávban                    | 04m04s    | Egyiptom, Szíria, Mezopotámia a teljes, Anatólia, Balkán a részleges sávban                  |            |
| i. e. 1208. május 16.      | 18:03     | Nyugat-Afrika–Közép-Kína sávban               | 02m42s    | Földközi-tenger a gyűrűs sávban, Anatólia a sáv közepén                                      |            |
| i. e. 1207. október 30.    | 21:20     | Hudson-öböl–Gibraltár–Mezopotámia sávban      | 07m04s    | Földközi-tenger a gyűrűs sávban, Észak-Egyiptom a közepén, Mezopotámia a sáv közepének végén |            |
| i. e. 1204. augusztus 28.  | 16:55     | Nyugat-Afrika–Szomália sávban                 | 03m24s    | Egyiptom a teljes, a Földközi-tenger a részleges sávban                                      |            |

## I. e. 12. század
Jelmagyarázat:
- teljes napfogyatkozás:
- gyűrűs napfogyatkozás:
- vegyes napfogyatkozás:
- részleges napfogyatkozás:

| esemény dátum              | idő (UTC) | típus                                             | időtartam | megjegyzés | egyéb adat |
| -------------------------- | --------- | ------------------------------------------------- | --------- | --- | ---------- |
| i. e. 1198. október 21.    | 16:30     | Észak-Skandinávia–Kazahsztán–Észak-Vietnám sávban | 07m35s    | Földközi-tenger keleti része a részleges sávban, Egyiptom kívül esik                                                    |            |
| i. e. 1197. április 15.    | 17:29     | Dél-Afrika–India sávban                           | 06m16s    | Egyiptom és Mezopotámia a részleges sávban                                                                              |            |
| i. e. 1192. január 21.     | 18:22     | Északnyugat-Afrika–Líbia–Kaukázus sávban          | 02m36s    | Földközi-tenger a gyűrűs sávban, a középvonal Rakotén és Hattuszaszon keresztül halad                                   |            |
| i. e. 1185. augusztus 28.  | 16:50     | Brit-szigetek–Kazahsztán–Japán sávban             | 04m16s    | Egyiptom, Szíria és Mezopotámiarészleges, Anatólia és Balkán a teljes sávban                                            |            |
| i. e. 1183. január 12.     | 15:48     | Olaszország–Szuez–India sávban                    | 01m00s    | Földközi-tenger keleti része a gyűrűs sávban                                                                            |            |
| i. e. 1181. november 11.   | 20:36     | Északkelet-Európa felett                          | 00m16s    | Asszíriáig és Dél-Kánaánig észlelhető                                                                                   |            |
| i. e. 1178. április 16.    | 17:57     | Nyugat-Afrika–Szibéria sávban                     | 04m33s    | Szicília és Épeirosz a sáv közepén, Észak-Egyiptom–Asszíria a teljes sáv szélén                                         |            |
| i. e. 1169. április 6.     | 17:43     | Bretagne–Észak-Szibéria sávban                    | 02m59s    | Balkán és Északnyugat-Anatólia a teljes sávban, Egyiptom, Szíria, Mezopotámia kívül                                     |            |
| i. e. 1164. július 8.      | 15:40     | Közép-Afrika–Pakisztán–Vietnám sávban             | 00m16s    | Földközi-tenger délkeleti része a gyűrűs sávban                                                                         |            |
| i. e. 1157. augusztus 19.  | 15:36     | Északnyugat-Afrika–Ceylon sávban                  | 02m09s    | Földközi-tenger keleti része a teljes sávban, a középvonal végighalad a Nílus-deltán, Jeruzsálem és a Tengerföld felett |            |
| i. e. 1154. június 18.     | 13:57     | Algéria–Szibéria sávban                           | 01m44s    | Földközi-tenger a gyűrűs sávban                                                                                         |            |
| i. e. 1144. november 22.   | 16:42     | Skandinávia–India–Közép-Kína sávban               | 09m36s    | Földközi-tenger északkeleti része a gyűrűs sávban, Egyiptom a részlegesben                                              |            |
| i. e. 1143. november 11.   | 15:39     | Algéria–Szomália–Észak-Ausztrália sávban          | 09m43s    | Egyiptom a gyűrűs sávban, Mezopotámia és Anatólia a részlegesben                                                        |            |
| i. e. 1138. február 23.    | 17:53     | Nyugat-Afrika–Szibéria sávban                     | 00m20s    | Földközi-tenger a gyűrűs sávban                                                                                         |            |
| i. e. 1136. június 28.     | 20:44     | Sziklás-hegység–Grönland–Kazahsztán sávban        | 01m34s    | Balkán, Anatólia, Mezopotámia a gyűrűs sávban                                                                           |            |
| i. e. 1132. április 17.    | 20:17     | Amazonas–Nyugat-Afrika–Pakisztán sávban           | 01m21s    | Földközi-tenger keleti része a gyűrűs sávban                                                                            |            |
| i. e. 1131. szeptember 30. | 18:04     | Bretagne–Szuez–Dél-India sávban                   | 04m05s    | Földközi-tenger a teljes sávban, a napfogyatkozás maximuma Jeruzsálem környékén                                         |            |
| i. e. 1129. február 14.    | 16:02     | Gibraltár–Memphisz–Mezopotámia sávban             | 00m46s    | Földközi-tenger keleti része a teljes sávban, maximum Elám felett                                                       |            |
| i. e. 1124. május 18.      | 15:58     | Közép-Afrika–Mongólia sávban                      | 04m35s    | Földközi-tenger keleti része a teljes sávban, maximum Mezopotámiában                                                    |            |
| i. e. 1117. december 23.   | 14:05     | Fekete-tenger–India–Kelet-Kína sávban             | 09m30s    | Kelet-Anatólia és Mezopotámia a gyűrűs sávban                                                                           |            |
| i. e. 1109. július 29.     | 13:37     | Gibraltár–Szibéria sávban                         | 02m56s    | Anatólia és Balkán a gyűrűs sávban                                                                                      |            |
| i. e. 1103. szeptember 21. | 15:38     | Gibraltár–Dél-Szíria–Nyugat-Ausztrália sávban     | 00m23s    | Földközi-tenger keleti része a gyűrűs sávban                                                                            |            |

## I. e. 11. század
Jelmagyarázat:
- teljes napfogyatkozás:
- gyűrűs napfogyatkozás:
- vegyes napfogyatkozás:
- részleges napfogyatkozás:

| esemény dátum              | idő (UTC) | típus                                                | időtartam | megjegyzés                                                                           | egyéb adat |
| -------------------------- | --------- | ---------------------------------------------------- | --------- | ------------------------------------------------------------------------------------ | ---------- |
| i. e. 1091. augusztus 9.   | 20:47     | Sziklás-hegység–Brit-szigetek–Omán sávban            | 03m02s    | Földközi-tenger a gyűrűs sávban                                                      |            |
| i. e. 1090. december 25.   | 16:46     | La Manche–Mezopotámia–Kína sávban                    | 10m34s    | Balkán, Anatólia, Szíria és Mezopotámia a gyűrűs sáv közepén                         |            |
| i. e. 1084. március 27.    | 16:20     | Közép-Afrika–Dél-Szibéria sávban                     | 01m33s    | Maximuma Egyiptom vörös-tengeri partjain, a sáv közepe Asszíria felett               |            |
| i. e. 1078. május 20.      | 20:47     | Nyugat-Afrika–Japán sávban                           | 02m00s    | Földközi-tenger a gyűrűs sávban                                                      |            |
| i. e. 1077. november 1.    | 20:16     | Új-Foundland–Nyugat-Afrika–Jemen sávban              | 03m50s    | Egyiptom a teljes sáv végén                                                          |            |
| i. e. 1075. március 18.    | 15:11     | Pireneusok–Közép-Európa–Észak-Szibéria sávban        | 01m46s    | Földközi-tenger keleti része a teljes sávban                                         |            |
| i. e. 1068. október 23.    | 19:19     | Észak-Grönland–Fekete-tenger–Afganisztán sávban      | 02m13s    | Maximuma a Fekete-tenger déli partjain, végighalad Anatólián és Mezopotámián         |            |
| i. e. 1058. november 2.    | 18:59     | Észak-Szibéria felett                                |           | Dél-Egyiptomig észlelhető                                                            |            |
| i. e. 1049. október 23.    | 16:38     | Gibraltár–Dél-Szomália sávban                        | 01m11s    | Földközi-tenger keleti része a gyűrűs sávban, Anatólia és Mezopotámia a részlegesben |            |
| i. e. 1041. november 23.   | 14:00     | Athén–Omán–Dél-India sávban                          | 03m45s    | Mezopotámia a teljes sávban                                                          |            |
| i. e. 1037. szeptember 10. | 19:23     | Labrador–Gibraltár–Jemen sávban                      | 03m20s    | Földközi-tenger a gyűrűs sávban                                                      |            |
| i. e. 1035. január 26.     | 15:56     | Franciaország–Anatólia–Szibéria sávban               | 09m25s    | Földközi-tenger keleti része a gyűrűs sávban, maximum Urartuban                      |            |
| i. e. 1015. július 11.     | 20:54     | Sziklás-hegység–Dél-Skandinávia–Kaszpi-tenger sávban | 02m11s    | Balkán és Anatólia a gyűrűs sávban                                                   |            |
| i. e. 1005. június 20.     | 18:55     | Amazonas–Nyugat-Afrika–Szomália sávban               | 06m43s    | Egyiptom a gyűrűs sávban                                                             |            |

## I. e. 10. század
Jelmagyarázat:
- teljes napfogyatkozás:
- gyűrűs napfogyatkozás:
- vegyes napfogyatkozás:
- részleges napfogyatkozás:

| esemény dátum             | idő (UTC) | típus                                           | időtartam | megjegyzés                                                   | egyéb adat |
| ------------------------- | --------- | ----------------------------------------------- | --------- | ------------------------------------------------------------ | ---------- |
| i. e. 990. március 9.     | 18:33     | Amazonas–Nyugat-Afrika–Közép-Európa sávban      | 06m57s    | Balkán és Anatólia a gyűrűs sávban                           |            |
| i. e. 987. december 26.   | 16:30     | Nyugat-Afrika–Szomália–India sávban             | 03m46s    | Dél-Egyiptom a teljes sávban                                 |            |
| i. e. 984. április 30.    | 20:47     | Honduras–Kaszpi-tenger sávban                   | 06m08s    | Balkán és Észak-Egyiptom a teljes sávban                     |            |
| i. e. 978. december 17.   | 15:20     | Skandinávia–Afganisztán–Mongólia sávban         | 01m43s    | Anatólia, Szíria és Mezopotámia a teljes sávban              |            |
| i. e. 961. augusztus 12.  | 17:58     | Florida–Közép-Európa–India sávban               | 04m07s    | Balkán, és a Közel-Kelet a gyűrűs sávban                     |            |
| i. e. 958. június 11.     | 18:47     | Amazonas–Nyugat-Afrika–Kelet-Arábia sávban      | 04m44s    | Egyiptom, Szíria és Mezopotámia a teljes sávban              |            |
| i. e. 955. október 4.     | 13:35     | Franciaország–India–Észak-Ausztrália sávban     | 03m17s    | Mezopotámia és Anatólia a teljes sávban                      |            |
| i. e. 951. július 23.     | 14:29     | Marokkó–Kaszpi-tenger–Borneó sávban             | 06m24s    | A Földközi-tenger a gyűrűs sávban                            |            |
| i. e. 948. május 22.      | 11:39     | Egyiptom–Kamcsatka sávban                       | 05m25s    | Egyiptomnál kezdődik a teljes sáv és végighalad Mezopotámián |            |
| i. e. 936. április 10.    | 14:41     | Dél-Afrika–Afganisztán–Mongólia sávban          | 05m58s    | Mezopotámia a gyűrűs sávban                                  |            |
| i. e. 935. március 30.    | 15:29     | Grönland felett                                 |           | DélEgyiptom–Szíria vonalig észlelhető                        |            |
| i. e. 932. január 27.     | 18:13     | Karib-térség–Nyugat-Afrika–Kaszpi-tenger sávban | 03m50s    | Földközi-tenger keleti fele a teljes sávban                  |            |
| i. e. 923. január 18.     | 17:10     | Brit-szigetek–Balkán–Kazahsztán sávban          | 01m31s    | Földközi-tenger a teljes sávban                              |            |
| i. e. 913. január 28.     | 14:49     | Észak-Skandinávia felett                        |           | Földközi-tenger keleti felén észlelhető                      |            |
| i. e. 910. november 15.   | 16:55     | Novaja Zemlja felett                            |           | Kánaánig a teljes sávban                                     |            |
| i. e. 908. március 31.    | 18:52     | Suriname–Marokkó–Kazahsztán sávban              | 03m01s    | Földközi-tenger a gyűrűs sávban                              |            |
| i. e. 907. szeptember 14. | 16:08     | Spanyolország–Omán–Celebesz sávban              | 06m33s    | Földközi-tenger a gyűrűs sávban                              |            |
| i. e. 901. november 5.    | 15:46     | Spanyolország–Szomália sávban                   | 03m28s    | Földközi-tenger a teljes sávban                              |            |

## I. e. 9. század
Jelmagyarázat:
- teljes napfogyatkozás:
- gyűrűs napfogyatkozás:
- vegyes napfogyatkozás:
- részleges napfogyatkozás:

| esemény dátum            | idő (UTC) | típus                                          | időtartam | megjegyzés                                                            | egyéb adat |
| ------------------------ | --------- | ---------------------------------------------- | --------- | --------------------------------------------------------------------- | ---------- |
| i. e. 893. december 6.   | 13:45     | Líbia–Szomália–Fülöp-szigetek sávban           | 02m18s    | Egyiptom a gyűrűs sávban                                              |            |
| i. e. 885. július 13.    | 17:11     | Franciaország–Kaszpi-tenger–India sávban       | 05m33s    | Egyiptom a részleges, a Földközi-tenger többi térsége a teljes sávban |            |
| i. e. 881. május 1.      | 11:31     | Egyiptom–Kaszpi-tenger–Kelet-Szibéria sávban   | 02m42s    | Mezopotámia a gyűrűs sávban                                           |            |
| i. e. 879. szeptember 4. | 18:32     | Labrador–Franciaország–Etiópia sávban          | 18m32s    | Földközi-tenger a gyűrűs sávban                                       |            |
| i. e. 878. március 1.    | 18:42     | Amazonas–Nyugat-Afrika–Fekete-tenger sávban    | 03m52s    | Athén a teljes sáv közepén                                            |            |
| i. e. 869. február 20.   | 17:48     | Izland felett                                  | 00m53s    | Balkán sáv szélén                                                     |            |
| i. e. 864. május 23.     | 16:08     | Dél-Afrika–Szudán–India sávban                 | 06m05s    | Egyiptom, Szíria, Mezopotámia a gyűrűs sávban                         |            |
| i. e. 859. március 1.    | 14:12     | Skandinávia felett                             |           | Anatóliáig észlelhető                                                 |            |
| i. e. 857. július 4.     | 15:55     | Marokkó–India sávban                           | 02m37s    | A maximum Ugarit felett                                               |            |
| i. e. 854. május 3.      | 15:21     | Spanyolország–Észtország–Kelet-Szibéria sávban | 01m20s    | Balkán és Anatólia a gyűrűs sávban                                    |            |
| i. e. 853. október 16.   | 15:26     | Gibraltár–Szomália–Jáva sávban                 | 08m58s    | Egyiptom és Szíria a gyűrűs sávban                                    |            |
| i. e. 832. március 2.    | 18:44     | Suriname–Nyugat-Afrika–Szíria sávban           | 03m41s    | Földközi-tenger a gyűrűs sávban                                       |            |
| i. e. 831. augusztus 15. | 16:35     | Gibraltár–Kánaán–Ceylon sávban                 | 05m25s    | Földközi-tenger a teljes sávban, maximum a Nílus-deltában             |            |
| i. e. 825. október 6.    | 17:18     | Dél-Grönland–Egyiptom–Ceylon sávban            | 07m29s    | Földközi-tenger a gyűrűs sávban, maximum Közép-Egyiptomban            |            |
| i. e. 824. április 2.    | 17:50     | Amazonas–Nyugat-Afrika–Kaszpi-tenger sávban    | 03m51s    | Földközi-tenger a teljes sávban                                       |            |
| i. e. 817. május 13.     | 16:20     | Nyugat-Afrika–Szudán–India sávban              | 04m56s    | Egyiptom, Szíria, Anatólia a teljes sávban                            |            |
| i. e. 809. június 13.    | 14:01     | Nyugat-Afrika–Fekete-tenger–Japán sávban       | 01m34s    | Földközi-tenger a gyűrűs sávban                                       |            |
| i. e. 803. augusztus 6.  | 13:59     | Franciaország–Kazahsztán–Vietnám sávban        | 00m48s    | Balkán, Anatólia a teljes sávban                                      |            |

## I. e. 8. század
Jelmagyarázat:
- teljes napfogyatkozás:
- gyűrűs napfogyatkozás:
- vegyes napfogyatkozás:
- részleges napfogyatkozás:

| esemény dátum             | idő (UTC) | típus                                          | időtartam | megjegyzés                                                                                         | egyéb adat |
| ------------------------- | --------- | ---------------------------------------------- | --------- | -------------------------------------------------------------------------------------------------- | ---------- |
| i. e. 799. november 18.   | 15:30     | Nyugat-Szahara–Kenya–Celebesz sávban           | 10m53s    | Egyiptom a gyűrűs sávban                                                                           |            |
| i. e. 788. október 17.    | 15:30     | Mali–Szomália–Délnyugat-Ausztrália sávban      | 01m47s    | Egyiptom a gyűrűs sávban                                                                           |            |
| i. e. 784. február 9.     | 15:39     | Angola–Szomália–Pakisztán sávban               | 01m14s    | Közel-Kelet a részleges sávban                                                                     |            |
| i. e. 778. április 4.     | 16:05     | Mauritánia–Fekete-tenger–Észak-Mongólia sávban | 03m25s    | A maximum Szicília és Kréta környékén, a sáv közepe végighalad a Balkánon és Északnyugat-Anatólián |            |
| i. e. 777. szeptember 16. | 15:30     | Nyugat-Szahara–Kenya sávban                    | 04m39s    | Földközi-tenger a részleges sávban                                                                 |            |
| i. e. 771. november 8.    | 17:17     | Dél-Grönland–Spanyolország–Szudán sávban       | 08m19s    | Földközi-tenger a gyűrűs sávban                                                                    |            |
| i. e. 770. május 5.       | 15:52     | Gabon–Perzsa-öböl–Banglades sávban             | 03m44s    | Egyiptom, Szíria, Mezopotámia a teljes sávban                                                      |            |
| i. e. 765. február 10.    | 14:11     | Spanyolország–Görögország–Novaja Zemlja sávban | 03m25s    | Balkán és Északnyugat-Anatólia a sáv közepén                                                       |            |
| i. e. 763. június 15.     | 14:08     | Nyugat-Szahara–Asszíria–Délkelet-Kína sávban   | 05m00s    | Ninivei napfogyatkozás, Kürénétől a sáv közepén, maximum a Kaszpi-tenger déli partjain             |            |
| i. e. 744. december 9.    | 14:41     | Skandinávia–Kazahsztán sávban                  | 09m04s    | Földközi-tenger keleti része a gyűrűs sávban                                                       |            |
| i. e. 737. július 26.     | 17:45     | Marokkó–Jemen sávban                           | 01m04s    | Földközi-tenger a gyűrűs sávban                                                                    |            |
| i. e. 733. május 15.      | 15:20     | Marokkó–Skandinávia–Szibéria sávban            | 01m59s    | Itália és Balkán a gyűrűs sávban                                                                   |            |
| i. e. 711. március 14.    | 14:26     | Nyugat-Szahara–Ión-tenger–Novaja Zemlja sávban | 04m26s    | Földközi-tenger a teljes sávban, maximum az Ión-tenger felett                                      |            |
| i. e. 709. július 17.     | 12:29     | Spanyolország–Mongólia sávban                  | 04m25s    | Dél-Európa a teljes sávban                                                                         |            |
| i. e. 704. október 19.    | 15:54     | Grönland–Fekete-tenger–Kína sávban             | 01m40s    | Dél-Európa a gyűrűs sávban                                                                         |            |
| i. e. 702. március 5.     | 14:24     | Nyugat-Szahara–Szudán–Mongólia sávban          | 05m33s    | Földközi-tenger keleti része a teljes sávban                                                       |            |

## I. e. 7. század
Jelmagyarázat:
- teljes napfogyatkozás:
- gyűrűs napfogyatkozás:
- vegyes napfogyatkozás:
- részleges napfogyatkozás:

| esemény dátum             | idő (UTC) | típus                                          | időtartam | megjegyzés                                            | egyéb adat |
| ------------------------- | --------- | ---------------------------------------------- | --------- | ----------------------------------------------------- | ---------- |
| i. e. 700. augusztus 6.   | 20:27     | Bering-szoros–Grönland–Kaszpi-tenger sávban    | 02m38s    | Dél-Európa a sáv szélén                               |            |
| i. e. 691. július 28.     | 20:09     | Kanada–Spanyolország–Szudán sávban             | 04m11s    | Dél-Európa a teljes sávban                            |            |
| i. e. 689. január 11.     | 14:41     | Franciaország–Anatólia–Szibéria sávban         | 08m04s    | Maximuma Anatólia felett                              |            |
| i. e. 683. augusztus 28.  | 16:06     | Nyugat-Afrika–Szomália sávban                  | 00m57s    | Egyiptom a gyűrűs sávban                              |            |
| i. e. 679. június 17.     | 11:07     | Szudán–Mongólia–Japán sávban                   | 03m02s    | Mezopotámia a gyűrűs sávban                           |            |
| i. e. 664. augusztus 28.  | 12:18     | Skócia–Mongólia–Japán sávban                   | 02m59s    | Közép-Európa a teljes sávban                          |            |
| i. e. 662. január 12.     | 18:07     | Mauritánia–Asszíria sávban                     | 06m51s    | Egyiptom és Asszíria a sáv közepén                    |            |
| i. e. 661. június 27.     | 17:43     | Venezuela–Spanyolország–India sávban           | 03m35s    | Itália, Balkán, Anatólia és Mezopotámia a sáv közepén |            |
| i. e. 657. április 15.    | 13:36     | Mauritánia–Anatólia–Kelet-Szibéria sávban      | 05m12s    | Maximuma Anatólia közepén                             |            |
| i. e. 651. június 7.      | 14:42     | Nyugat-Szahara–Fekete-tenger–Kelet-Kína sávban | 05m12s    | Maximuma a Fekete-tenger felett                       |            |
| i. e. 650. november 21.   | 17:18     | Grönland–Algéria–Kaszpi-tenger sávban          | 03m11s    | Fönícia a sáv közepén                                 |            |
| i. e. 648. április 6.     | 13:54     | Marokkó–Fekete-tenger–Szibéria sávban          | 05m02s    | Maximuma a Fekete-tenger felett                       |            |
| i. e. 641. november 11.   | 13:55     | Skandinávia–Irán–Vietnám sávban                | 04m43s    | Balkántól Mezopotámiáig a gyűrűs sávban               |            |
| i. e. 636. augusztus 19.  | 12:30     | Líbia–Omán–Nyugat-Ausztrália sávban            | 05m08s    | Egyiptom a sáv elején                                 |            |
| i. e. 635. február 12.    | 13:46     | Marokkó–Fönícia–Novaja Zemlja sávban           | 05m55s    | Maximuma Fönícia felett                               |            |
| i. e. 610. szeptember 30. | 13:10     | Skócia–Pakisztán–Fülöp-szigetek sávban         | 03m16s    | Balkántól Mezopotámiáig a teljes sávban               |            |
| i. e. 608. február 13.    | 17:32     | Nyugat-Szahara–Ukrajna sávban                  | 04m14s    | Itália a sáv közepén                                  |            |
| i. e. 607. július 30.     | 13:53     | Guinea–Omán–Maláj-félsziget sávban             | 05m46s    | Maximuma a Perzsa-öböl felett                         |            |
| i. e. 603. május 18.      | 12:04     | Gabon–Irán–Japán sávban                        | 05m52s    | Közel-Keleten teljes                                  |            |

## I. e. 6. század
Az i. e. 585. május 28-i napfogyatkozástól kezdődően az ókori kronológia már meglehetősen stabil. Ezért ettől kezdve a táblázat csak a legfontosabb, legerősebb napfogyatkozásokat tartalmazza.
Jelmagyarázat:
- teljes napfogyatkozás:
- gyűrűs napfogyatkozás:
- részleges napfogyatkozás:

| esemény dátum             | idő (UTC) | típus                                           | időtartam | megjegyzés | egyéb adat |
| ------------------------- | --------- | ----------------------------------------------- | --------- | --- | ---------- |
| i. e. 598. február 23.    | 12:17     | Skandinávia felett                              |           | Anatóliában és a Balkánon észlelhető                                                                                                |            |
| i. e. 596. december 23.   | 18:40     | Új-Foundland–Spanyolország–Lengyelország sávban | 04m09s    | Földközi-tenger nyugati részén |            |
| i. e. 587. december 14.   | 14:58     | Spanyolország–Egyiptom–Banglades sávban         | 06m18s    | Itáliától Egyiptomig a sáv közepén                                                                                                  |            |
| i. e. 585. május 28.      | 19:29     | Panama–Franciaország–Anatólia                   | 06m04s    | A Thalész által előre jelzett napfogyatkozás (Thalész napfogyatkozása), jelentős hatású, bár Anatólia a sáv legelején foglal helyet |            |
| i. e. 582. szeptember 21. | 13:01     | Marokkó–Szuez–Nyugat-Ausztrália sávban          | 03m48s    | Földközi-tenger keleti részén teljes, a középvonal Memphiszen megy keresztül                                                        |            |
| i. e. 557. május 19.      | 17:52     | Venezuela–Spanyolország–Dél-Irán sávban         | 02m22s    | Szicília, Kréta, Büblosz, Perszepolisz a középvonalban                                                                              |            |
| i. e. 556. november 1.    | 15:09     | Spanyolország–Dél-Egyiptom–Banglades sávban     | 03m30s    | Maximuma Dél-Egyiptomban |            |
| i. e. 547. október 23.    | 14:19     | Skandinávia–Afganisztán–Dél-Kína sávban         | 03m11s    | Kaukázus és Irán a teljes sávban |            |
| i. e. 531. június 30.     | 17:47     | Kolumbia–Marokkó–Jemen sávban                   | 06m25s    | Földközi-tenger déli partvidéke |            |
| i. e. 524. február 15.    | 17:32     | t Peru–Közép-Afrika–Omán sávban                 | 17m32s    | Egyiptom a teljes sávban |            |
| i. e. 517. március 28.    | 18:05     | Peru–Nyugat-Afrika–Mezopotámia sávban           | 04m34s    | Egyiptom a teljes sávban |            |
| i. e. 509. április 28.    | 15:30     | Nyugat-Afrika–Szicília–Mongólia sávban          | 01m11s    | Szicília a sáv közepén |            |

## I. e. 5. század
Jelmagyarázat:
- teljes napfogyatkozás:
- gyűrűs napfogyatkozás:

| esemény dátum            | idő (UTC) | típus                                          | időtartam | megjegyzés                                                                                         | egyéb adat |
| ------------------------ | --------- | ---------------------------------------------- | --------- | -------------------------------------------------------------------------------------------------- | ---------- |
| i. e. 493. november 24.  | 16:50     | Grönland–Líbia–Irán sávban                     | 03m21s    | Karthágó, Egyiptom és Mezopotámia a teljes sávban                                                  |            |
| i. e. 480. október 2.    | 16:30     | Labrador–Gibraltár–Jemen sávban                | 07m57s    | Földközi-tenger déli partvidéke a gyűrűs sávban                                                    |            |
| i. e. 478. február 17.   | 14:37     | Gibraltár–Kréta–Szibéria sávban                | 06m00s    | Xerxész első görög hadjárata előtt, Északnyugat-Anatólia, Balkán, Szicília, Karthágó a sáv közepén |            |
| i. e. 463. április 30.   | 16:33     | Venezuela–Gibraltár–Afganisztán sávban         | 05m13s    | A Földközi-tenger térségében mindenhol látható                                                     |            |
| i. e. 433. március 30.   | 16:01     | Nyugat-Szahara–Szibéria sávban                 | 03m27s    | Appennini-félsziget a gyűrűs sávban                                                                |            |
| i. e. 431. augusztus 3.  | 19:20     | Bering-szoros–Skandinávia–Fekete-tenger sávban | 01m04s    | Balkánon észlelhető                                                                                |            |
| i. e. 404. szeptember 3. | 12:41     | Franciaország–Fekete-tenger–Vietnám sávban     | 00m54s    | Földközi-tenger északi partvidéke                                                                  |            |
| i. e. 402. január 18.    | 12:53     | Franciaország–Fönícia–Mongólia sávban          | 03m49s    | Itália, Balkán és a Közel-Kelet teljes sávban                                                      |            |

## I. e. 4. század
Jelmagyarázat:
- teljes napfogyatkozás:
- gyűrűs napfogyatkozás:

| esemény dátum            | idő (UTC) | típus                                        | időtartam | megjegyzés                                                       | egyéb adat |
| ------------------------ | --------- | -------------------------------------------- | --------- | ---------------------------------------------------------------- | ---------- |
| i. e. 357. február 29.   | 14:23     | Kamerun–Egyiptom–Kazahsztán sávban           | 05m11s    | Egyiptom, Júda, Fönícia, Mezopotámia, Kaukázus a sáv közepén     |            |
| i. e. 351. április 22.   | 15:34     | Gibraltár–Ukrajna–Kazahsztán sávban          | 05m25s    | Itália a gyűrűs sávban                                           |            |
| i. e. 350. október 6.    | 12:27     | Spanyolország–Fönícia–Maláj-félsziget sávban | 02m56s    | Itália, Balkán és a Közel-Kelet a gyűrűs sávban                  |            |
| i. e. 348. február 19.   | 14:09     | Franciaország–Novaja Zemlja sávban           | 03m36s    | Maximuma Dél-Németországban                                      |            |
| i. e. 336. július 4.     | 13:35     | Marokkó–Júda–Ceylon sávban                   | 05m53s    | Maximuma Jeruzsálem felett                                       |            |
| i. e. 310. augusztus 15. | 11:57     | Marokkó–Afganisztán–Vietnám sávban           | 05m00s    | A Földközi-tenger a teljes sávban, Szicília, Athén a sáv közepén |            |
| i. e. 307. június 14.    | 14:14     | Nigéria–Egyiptom–India sávban                | 05m14s    | Maximuma Dél-Egyiptomban                                         |            |
| i. e. 303. április 2.    | 14:09     | Nigéria–Mongólia sávban                      | 05m37s    | Egyiptom, Júda a teljes sávban                                   |            |

## I. e. 3. század
Jelmagyarázat:
- teljes napfogyatkozás:
- gyűrűs napfogyatkozás:

| esemény dátum             | idő (UTC) | típus                                    | időtartam | megjegyzés                                        | egyéb adat |
| ------------------------- | --------- | ---------------------------------------- | --------- | ------------------------------------------------- | ---------- |
| i. e. 282. augusztus 6.   | 12:21     | Spanyolország–Borneó sávban              | 04m18s    | Földközi-tenger északi partvidéke a teljes sávban |            |
| i. e. 256. szeptember 16. | 12:18     | Marokkó–Borneó sávban                    | 04m55s    | Földközi-tenger déli partvidéke a teljes sávban   |            |
| i. e. 252. július 5.      | 10:10     | Líbia–Japán sávban                       | 04m43s    | Anatólia a sáv közepén                            |            |
| i. e. 249. május 4.       | 12:54     | Gabon–Perzsa-öböl–Kína                   | 06m07s    | Egyiptom, Mezopotámia és Irán a sáv közepén       |            |
| i. e. 242. július 15.     | 13:05     | Mali–Szíria–Maláj-félsziget sávban       | 01m34s    | Maximuma Antiokheia felett                        |            |
| i. e. 234. július 16.     | 16:45     | Yucatan–Pireneusok–Omán sávban           | 04m58s    | A Földközi-tenger a sáv közepén                   |            |
| i. e. 230. május 5.       | 11:07     | Marokkó–Skandinávia–Bering-szoros sávban | 01m25s    | Róma a sáv közepén                                |            |
| i. e. 209. március 13.    | 15:48     | Peru–Libéria–Kaszpi-tenger sávban        | 01:41     | Kréta a sáv közepén                               |            |
| i. e. 202. október 19.    | 13:52     | Nyugat-Szahara–Tanzánia sávban           | 04:37     | A Zamai csata helyszíne a teljes sávon kívül esik |            |

## I. e. 2. század
Jelmagyarázat:
- teljes napfogyatkozás:
- gyűrűs napfogyatkozás:
- vegyes napfogyatkozás:

| esemény dátum            | idő (UTC) | típus                                        | időtartam | megjegyzés                                       | egyéb adat |
| ------------------------ | --------- | -------------------------------------------- | --------- | ------------------------------------------------ | ---------- |
| i. e. 190. március 14.   | 10:30     | Algéria–Fekete-tenger–Északi-sark sávban     | 02m15s    | Karthágó, Balkán a sáv közepén                   |            |
| i. e. 188. július 17.    | 10:29     | Gibraltár–Kína sávban                        | 01m47s    | Róma a sáv közepén                               |            |
| i. e. 183. október 19.   | 14:07     | Grönland–Fekete-tenger–Nyugat-Kína sávban    | 01:53     | Földközi-tenger északi része a teljes sávban     |            |
| i. e. 174. október 10.   | 12:48     | Izland–Omán–Celebesz sávban                  | 01m35s    | Földközi-tenger északi része a sávban            |            |
| i. e. 170. július 28.    | 17:51     | Sziklás-hegység–Gibraltár–Szudán sávban      | 01m45s    | Róma a teljes sávban                             |            |
| i. e. 163. március 15.   | 17:50     | Panama–Közép-Európa sávban                   | 04m40s    | Észak-Itália a sáv közepén                       |            |
| i. e. 158. július 17.    | 15:17     | Brit-szigetek–Kazahsztán sávban              | 01m00s    | A Földközi-tenger északi része a teljes sávban   |            |
| i. e. 129. november 20.  | 16:12     | Dél-Grönland–Gibraltár–Fekete-tenger sávban  | 01m10s    | Maximum Gibraltár felett, Szicília a sáv közepén |            |
| i. e. 120. november 11.  | 14:28     | Portugália–Csád–Szomália sávban              | 00m24s    | Földközi-tenger nyugati fel a gyűrűs sávban      |            |
| i. e. 116. augusztus 29. | 10:30     | Kanada–Pireneusok–Szomália sávban            | 01m36s    | A Földközi-tenger a teljes sávban                |            |
| i. e. 105. február 3.    | 16:45     | Antillák–Nyugat-Szahara–Fekete-tenger sávban | 09m50s    | Karthágó a sáv közepén                           |            |
| i. e. 104. július 19.    | 12:21     | Nyugat-Szahara–Anatólia–Vietnám sávban       | 00m11s    | A Földközi-tenger a sáv közepén                  |            |

## I. e. 1. század
Jelmagyarázat:
- teljes napfogyatkozás:
- gyűrűs napfogyatkozás:
- vegyes napfogyatkozás:

| esemény dátum           | idő (UTC) | típus                                        | időtartam | megjegyzés                                                 | egyéb adat |
| ----------------------- | --------- | -------------------------------------------- | --------- | ---------------------------------------------------------- | ---------- |
| i. e. 94. június 29.    | 13:13     | Franciaország–Fekete-tenger–Banglades sávban | 05m17s    | Földközi-tenger északi térsége a gyűrűs sávban             |            |
| i. e. 78. március 6.    | 12:25     | Gibraltár–Skandinávia sávban                 | 06m50s    | Észak-Itália a sáv közepén                                 |            |
| i. e. 64. május 28.     | 15:08     | Bretagne–Kazahsztán sávban                   | 05m15s    | Földközi-tenger északi térsége a teljes sávban             |            |
| i. e. 62. október 1.    | 17:10     | Grönland–Portugália–Szudán sávban            | 01m31s    | Maximuma Gibraltár felett                                  |            |
| i. e. 51. március 7.    | 14:47     | Gibraltár–Közép-Európa–Szibéria sávban       | 06m51s    | Maximuma Gibraltár felett                                  |            |
| i. e. 38. január 14.    | 11:38     | Gibraltár–Mezopotámia–Szibéria sávban        | 00m27s    | Földközi-tenger a gyűrűs-teljes sávban, maximuma Szíriában |            |
| i. e. 36. május 19.     | 16:04     | Venezuela–Marokkó–Omán sávban                | 05m46s    | Földközi-tenger déli partjai a sáv közepén                 |            |
| i. e. 35. november 1.   | 11:47     | Brit-szigetek–Mezopotámia–Dél-Kína sávban    | 00m23s    | Maximuma a Perzsa-öböl felett                              |            |
| i. e. 22. augusztus 11. | 15:38     | Kanada–Fekete-tenger–Omán sávban             | 05m42s    | Anatólia és Mezopotámia a sáv közepén                      |            |
| i. e. 10. június 30.    | 13:23     | Nyugat-Szahara–Mezopotámia–India sávban      | 06m14s    | Maximuma Kréta felett                                      |            |

## 1. század
Jelmagyarázat:
- teljes napfogyatkozás:
- gyűrűs napfogyatkozás:
- vegyes napfogyatkozás:

| esemény dátum    | idő (UTC) | típus                                      | időtartam | megjegyzés                              | egyéb adat |
| ---------------- | --------- | ------------------------------------------ | --------- | --------------------------------------- | ---------- |
| 19. június 21.   | 14:04     | La Manche–India sávban                     | 04m26s    | Maximuma Németország felett             |            |
| 29. november 24. | 12:15     | Brit-szigetek–Perzsa-öböl–Banglades sávban | 01m59s    | Márvány-tenger és Szíria a sáv közepén  |            |
| 49. május 20.    | 11:14     | Libéria–Kelet-Anatólia–Japán sávban        | 04m15s    | Egyiptom és Szíria a sáv közepén        |            |
| 59. április 30.  | 15:05     | Venezuela–Marokkó–Irán sávban              | 01m50s    | Földközi-tenger térsége a teljes sávban |            |
| 71. március 20.  | 11:59     | Mauritánia–Ión-tenger–Szibéria sávban      | 00m35s    | Maximuma Kréta felett                   |            |
| 80. március 10.  | 09:57     | Algéria–Kazahsztán–Szibéria sávban         | 01m15s    | Szíria a sáv közepén                    |            |
| 83. december 27. | 14:40     | Marokkó–Egyiptom–Irán sávban               | 02m44s    | Szíria a sáv közepén                    |            |
| 88. október 3.   | 12:49     | Portugália–Szudán sávban                   | 04m25s    | Gibraltár a sáv közepén                 |            |

## 2. század
Jelmagyarázat:
- teljes napfogyatkozás:
- gyűrűs napfogyatkozás:
- vegyes napfogyatkozás:

| esemény dátum      | idő (UTC) | típus                               | időtartam | megjegyzés                         | egyéb adat |
| ------------------ | --------- | ----------------------------------- | --------- | ---------------------------------- | ---------- |
| 113. június 1.     | 12:25     | Spanyolország–Kína sávban           | 02m29s    | Európa középső sávjában            |            |
| 118. szeptember 3. | 12:02     | Írország–Irán-Vietnám sávban        | 03m02s    | Maximuma Irán felett               |            |
| 125. április 21.   | 10:04     | Csád–Irán–Kamcsatka sávban          | 00m32s    | Maximuma Irán felett               |            |
| 164. szeptember 4. | 11:16     | Portugália–Omán sávban              | 03m48s    | A Római Birodalom teljes területén |            |
| 172. október 5.    | 12:31     | Portugália–Egyiptom–Ceylon sávban   | 01:56     | A Római Birodalom teljes területén |            |
| 174. február 19.   | 09:24     | t Szicília–Szíria–Kazahsztán sávban | 03m43s    | Földközi-tenger keleti része       |            |
| 197. június 3.     | 13:56     | Amazonas–Algéria–Pakisztán sávban   | 00m11s    | A Római Birodalom teljes területén |            |

## 3. század
Jelmagyarázat:
- teljes napfogyatkozás:
- gyűrűs napfogyatkozás:

| esemény dátum      | idő (UTC) | típus                            | időtartam | megjegyzés                                 | egyéb adat |
| ------------------ | --------- | -------------------------------- | --------- | ------------------------------------------ | ---------- |
| 212. augusztus 14. | 09:10     | Gibraltár–Tajvan sávban          | 02m12s    | Róma és a Fekete-tenger a középvonalban    |            |
| 218. október 7.    | 10:09     | Franciaország–Szumátra sávban    | 05m51s    | Anatólia és Mezopotámia a sáv közepén      |            |
| 228. március 23.   | 09:39     | Brit-szigetek–Skandinávia        | 03m27s    | Észak-Európa felett                        |            |
| 239. augusztus 16. | 16:00     | Északi-sark–Kazahsztán sávban    | 01m45s    | Észak- és Kelet-Európában teljes           |            |
| 240. augusztus 5.  | 08:13     | Carthago–Kína sávban             | 05m45s    | Anatólia és Kaukázus a középvonalban       |            |
| 272. november 8.   | 10:02     | Itália–Borneó sávban             | 08m10s    | Jeruzsálem a középvonalban                 |            |
| 291. május 15.     | 16:00     | Peru–Gibraltár–Szuez sávban      | 06m24s    | Földközi-tenger déli partjai a sáv közepén |            |
| 292. május 4.      | 09:09     | Spanyolország–Skandinávia sávban | 03m29s    | Római Birodalom nyugati felén teljes       |            |

## 4. század
Jelmagyarázat:
- teljes napfogyatkozás:
- gyűrűs napfogyatkozás:

| esemény dátum       | idő (UTC) | típus                                    | időtartam | megjegyzés                                        | egyéb adat |
| ------------------- | --------- | ---------------------------------------- | --------- | ------------------------------------------------- | ---------- |
| 301. április 25.    | 09:04     | Csád–Japán sávban                        | 04:16     | Római Birodalom keleti fele a teljes sávban       |            |
| 303. szeptember 27. | 16:41     | Grönland–Ukrajna sávban                  | 03m00s    | Római Birodalom északnyugati fele a teljes sávban |            |
| 306. július 27.     | 09:04     | Gibraltár–Mongólia sávban                | 06m03s    | Római Birodalom keleti fele a sávban              |            |
| 319. május 6.       | 16:29     | Mexikó–Fekete-tenger sávban              | 03m56s    | Brit-szigetek, Közép-Európa a sávban              |            |
| 324. augusztus 6.   | 15:45     | Új-Mexikó–Gibraltár–Etiópia sávban       | 06m42s    | Észak-Afrika és Nyugat-Európa a sávban            |            |
| 334. július 17.     | 13:24     | Pireneusok–Arábia sávban                 | 02m23s    | Maximuma Dél-Itáliában                            |            |
| 346. június 6.      | 07:17     | Líbia–Kamcsatka sávban                   | 03m58s    | A Közel-Kelet a teljes sávban                     |            |
| 348. október 9.     | 09:09     | Dánia–Szumátra sávban                    | 04m07s    | Anatólia, Mezopotámia, Irán a teljes sávban       |            |
| 349. április 4.     | 11:49     | Gabon–Mongólia sávban                    | 04m54s    | Egyiptomtól Iránig a sáv közepén                  |            |
| 364. június 16.     | 14:36     | Skandinávia                              | 04m02s    | Észak-Európa a teljes sávban                      |            |
| 378. szeptember 8.  | 12:37     | Marokkó–Szomália sávban                  | 08m35s    | Földközi-tenger déli térsége                      |            |
| 393. november 20.   | 12:04     | Brit-szigetek–Anatólia–Kazahsztán sávban | 03m05s    | Maximuma Anatóliában                              |            |

## 5. század
Jelmagyarázat:
- teljes napfogyatkozás:
- gyűrűs napfogyatkozás:

| esemény dátum      | idő (UTC) | típus                                         | időtartam | megjegyzés                                              | egyéb adat |
| ------------------ | --------- | --------------------------------------------- | --------- | ------------------------------------------------------- | ---------- |
| 402. november 11.  | 11:11     | Vizcayai-öböl–Szomália–Maláj-félsziget sávban | 03m39s    | Nyugat- és Keletrómai-Birodalom a teljes sávban         |            |
| 410. június 18.    | 14:33     | Karib-térség–Szomália sávban                  | 01m47s    | Maximuma Marokkótól nyugatra                            |            |
| 413. április 16.   | 14:21     | Karib-térség–Kazahsztán sávban                | 02m20s    | Maximuma a Brit-szigetektől nyugatra                    |            |
| 418. július 19.    | 12:40     | Portugália–India sávban                       | 03m52s    | Hydatius beszámol róla, maximuma a Balkánon             |            |
| 447. december 23.  | 14:42     | Labrador–Portugália–Skandinávia sávban        | 03m02s    | maximuma Portugáliától nyugatra, Hydatius beszámol róla |            |
| 458. május 28.     | 12:59     | Észak-Európa–Kazahsztán sávban                | 02m21s    | Maximuma a Brit-szigeteknél                             |            |
| 464. július 20.    | 10:47     | Bretagne–Borneó sávban                        | 02m57s    | Maximuma a Kaszpi-tenger felett                         |            |
| 472. augusztus 20. | 11:18     | Marokkó–Egyiptom sávban                       | 02m50s    | Földközi-tenger déli partjai a sáv közepén              |            |

Az ókornak az általánosan elfogadott periodizáció szerint 476-ban vége. Az évszázad hátralévő, Európát és a Közel-Keletet érintő napfogyatkozásai:
| esemény dátum    | idő (UTC) | típus                                       | időtartam | megjegyzés             |
| ---------------- | --------- | ------------------------------------------- | --------- | ---------------------- |
| 486. május 19.   | 11:58     | Szenegál–Líbia–India sávban                 | 06m54s    | Egyiptom a sáv közepén |
| 487. november 1. | 12:41     | Bretagne–Földközi-tenger–Afganisztán sávban | 04m39s    | Maximuma Kréta felett  |
| 497. április 18. | 15:24     | Peru–Marokkó–Szíria sávban                  | 01m18s    | Egyiptom a sáv végén   |

## Külső hivatkozások
- NASA: Öt évezred napfogyatkozásainak katalógusa